# 石蓴綱
石蓴綱是綠色大型藻類中的一綱，主要是以超結構的形態學和其他物種相區分。石蓴屬於此綱。其他較知名的物種還有軟絲藻和傘藻等。  其牠淡水種有剛毛藻屬、根枝藻屬和黑孢藻屬等，出現在受人為汙染環境或操控不佳的水缸中而被視為雜藻。
石蓴綱在棲地和形態學較多變而不易辨別。藻體大部份是由葉狀體 (類似陸地植物的葉片)所構成。

## 分類
截至2018年3月22日，本綱包括下列各科：
- 羽藻目 Bryopsidales：舊屬羽藻綱 (Bryopsidophyceae）
- 刚毛藻目 Cladophorales
- 似松藻目 Codiolales
- 绒枝藻目 Dasycladales
- Order Oltmannsiellopsidales
- Order Scotinosphaerales
- 管枝藻目 Siphonocladales
- 桔色藻目 Trentepohliales
- 丝藻目 Ulotrichales：亦作軟絲藻目
- 石莼目 Ulvales
- Order Ulvophyceae incertae sedis